# Chiesa di San Francesco (Città Sant'Angelo)
La chiesa di San Francesco è un edificio religioso che si trova a Città Sant'Angelo, in provincia di Pescara.

## Storia

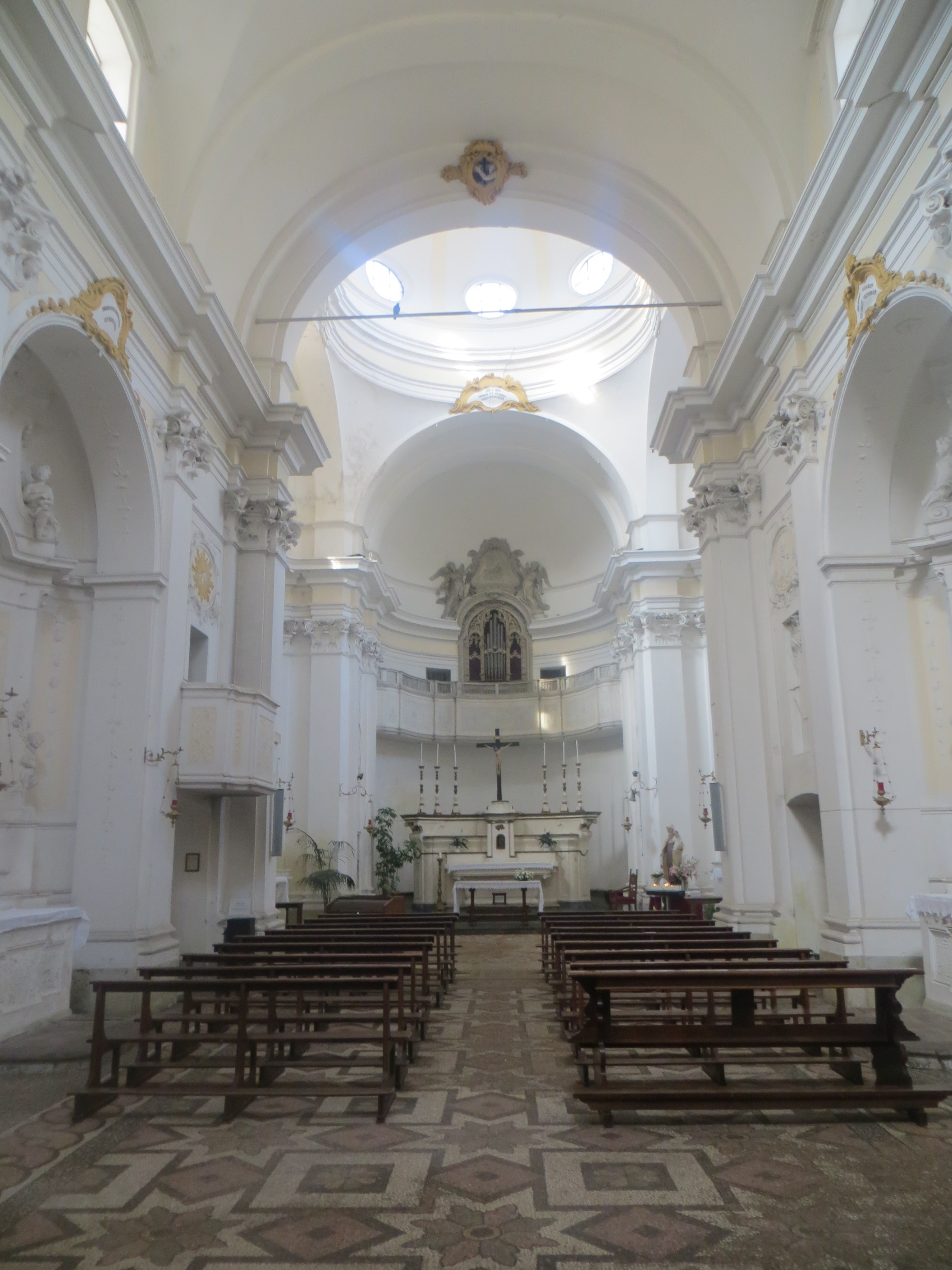
Interno

La chiesa fa parte di un complesso conventuale che dal 1809 è occupato principalmente dalla sede comunale. La costruzione si fa risalire al 1327 per opera dei monaci basiliani, passando successivamente all'ordine francescano.
Alla confraternita del Santo Rosario, invece, si debbono i lavori del 1571 che portarono alla costruzione dell’oratorio e alla costruzione di due cappelle laterali. A seguito dei terremoti del 1706 del 1730, la chiesa poi venne totalmente ristrutturata.

## Architettura

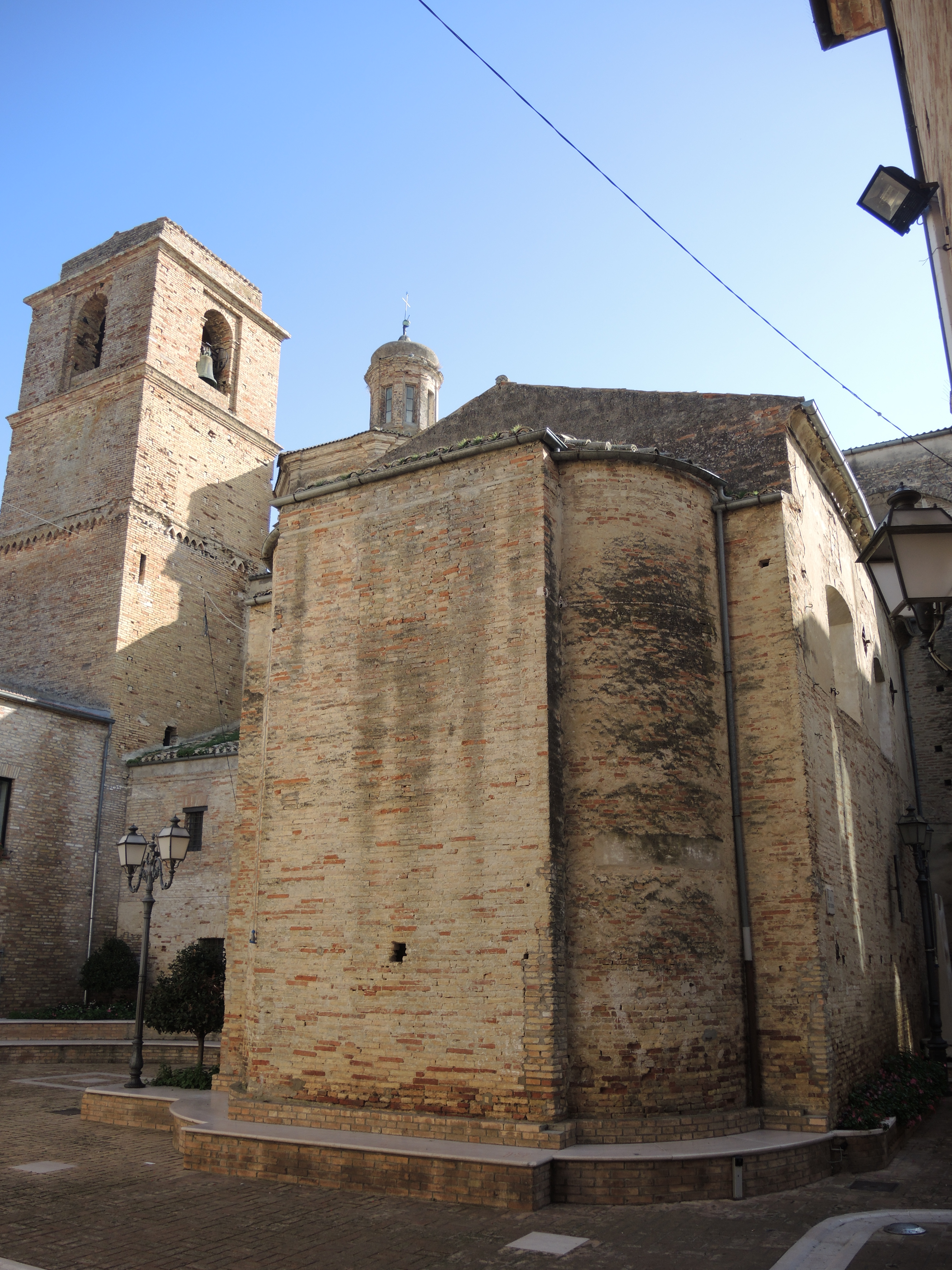
Torre e cappella laterale

La chiesa è a navata unica con la struttura muraria in mattoni. La facciata a due spioventi ospita un portale sormontato da un arco con timpano. Sulla navata destra, ornata da lesene che terminano con una cornice ad archetti ogivali su mensole in pietra, si trova un portale trecentesco attribuito a Raimondo di Poggio, che ha la funzione di ingresso principale.
All'esterno della chiesa si trova il campanile a base quadrata, che delimita la parte inferiore più antica, edificata in epoca quattrocentesca, con arcatelle in laterizio.
L’interno è caratterizzato da un pavimento a mosaico realizzato nel 1845. Mostra elementi vegetali e geometrici incassati in rombi. L'impianto della chiesa è rettangolare con cappelle laterali. Gli stucchi sono della scuola di Giambattista Gianni. Presso il presbiterio vi è una cupola circolare con finestre; un arco trionfale che precede il presbiterio ha lo stemma dei Francescani. Presso l'altare maggiore si trova la cantoria con l'organo monumentale del XVIII secolo. 
E’ ospitata una tela del pittore locale Paolo De Cecco, raffigurante la Madonna del Rosario e San Domenico.